# Восточно-Европейский лицей
МОУ Восто́чно-Европе́йский лице́й — среднее общеобразовательное учреждение города Саратова. Основан в 1997 году; в том же году ему была передана часть помещений в здании 1935 года постройки, занимаемом межшкольным учебным комбинатом (в 2004 году здание полностью было передано лицею). В 2020 году объединён с Гуманитарно-экономическим лицеем с сохранением помещения и преподавательского состава.

## Образовательный процесс
Лицей располагает тринадцатью учебными кабинетами, включая малые кабинеты для занятий в подгруппах, и работает в режиме шестидневной учебной недели в одну смену (утреннюю). Преподавание ведётся на двух ступенях: основное общее образование (8—9 классы) и полное среднее образование (10—11 классы). Комплектование 8-х и 9-х классов проводится по результатам собеседования по русскому языку, математике, литературе и английскому языку.
Образовательная программа разделена на инвариантную, вариативную и внеучебную деятельность. Инвариантная часть программы включает федеральный и региональный компоненты базового образования, тогда как вариативная часть включает дисциплины компонента образовательного учреждения, в первую очередь нестандартные дисциплины, отражающие специфику лицея, а также расширенные часы для предметов инвариантной части.
Для 8-х классов предусмотрена модель предпрофильной подготовки с постепенным погружением в профили, в течение одной четверти преподаются теоретические основы научно-исследовательской работы (ТОНИР). В 9-х классах введены просеминары (история, психология, экология, а также русский и английский языки, биология и математика). В 10-х и 11-х классах реализуется профильное социально-гуманитарное и информационно-технологическое обучение.
В лицее реализуется ряд учебно-исследовательских программ. Под руководством профессора Н. И. Девятайкиной действует Лаборатория современных технологий образования, ежегодно проводится муниципальная научно-практическая конференция «Диалог цивилизаций». Лицей был экспериментальной площадкой для проектов «Синхронизация и интеграция предметов гуманитарного цикла» (муниципальная, с 2002 по 2005 год) и «Технологии научно-исследовательской и информационно-коммуникативной работы в лицее (на материале единой межпредметной темы)» (региональная, с 2006 года). В 2007 и 2008 годах лицей дважды был награждён премией для лучших инновационных школ Приоритетного национального проекта «Образование» в размере миллиона рублей.
Частью образовательного процесса является и деятельность японского театра «Асахи», действующего при лицее более 10 лет: участие в театральной жизни включает изучение японского языка. Некоторые из бывших актёров театра продолжают карьеру на сцене театров или на теле- и киноэкране. Театр гастролировал в Прибалтике, Москве, Санкт-Петербурге, стал лауреатом международного конкурса в Мелитополе.

## Преподавательский состав
В 2011 году в лицее насчитывалось 25 преподавателей, в их числе один профессор и четыре кандидата наук.
Научный руководитель лицея — профессор СГУ, доктор исторических наук Нина Ивановна Девятайкина. Действующий директор — Роман Русланович Овсенёв. Девять преподавателей колледжа — лауреаты премии Приоритетного национального проекта «Образование», из них пять получили премию федерального уровня.

## Учащиеся
В лицее учатся дети из всех районов городов Саратова и Энгельса. К концу 2010/11 учебного года в лицее было восемь классов численностью до 26 человек в общей сложности 173 ученика. За время работы лицея с 1997 по 2010 год из его стен вышли более 460 выпускников, в том числе 48 медалистов. В 2009/10 и 2010/11 годах лицей подготовил по два участника и по одному призёру Всероссийских предметных олимпиад. В 2006 году более половины выпускников лицея были победителями конкурсов и олимпиад различного уровня, а в 2009 году ученик лицея победил во Всероссийском открытом конкурсе «Поиск в Интернет». В том же учебном году учащиеся лицея занимали призовые (в том числе первые) места на конференции Первые шаги в науке и междисциплинарной олимпиаде школьников в рамках Всероссийского конкурса юношеских исследовательских работ имени В. И. Вернадского. В число выпускников 2011 года входила двукратная победительница Всероссийской олимпиады по обществознанию, а всего в выпуске из 42 человек было пять медалистов.
Выпускники лицея практически без исключений продолжают своё образование в высших учебных заведениях, в том числе МГУ, СПбГУ, МГИМО, НИУ ВШЭ.